# Pachyaphonus murzini
Pachyaphonus murzini är en insektsart som beskrevs av Andrej Vasiljevitj Gorochov 2005. Pachyaphonus murzini ingår i släktet Pachyaphonus och familjen syrsor. Inga underarter finns listade i Catalogue of Life.